# Jinhan
Jinhan (kinesiska: 金涵) är en etnisk minoritetssocken för shefolket i sydöstra Kina. Den ligger i stadsdistriktet Jiaocheng i staden Ningde i provinsen Fujian, omkring 70 kilometer norr om provinshuvudstaden Fuzhou. Antalet invånare är 24 671. Befolkningen består av 11 005 kvinnor och 13 666 män. Barn under 15 år utgör 12,0 %, vuxna 15-64 år 79 %, och äldre över 65 år 7,0 %.